# Ragıp
Ragıp ist ein türkischer männlicher Vorname arabischer Herkunft. Die albanische Form des Namens ist Ragip.

## Namensträger
- Ragıp Başdağ (* 1978), türkischer Fußballspieler
- Hayri Ragıp Candemir (1908–†), türkischer Fußballspieler
- Ragıp Gümüşpala (1897–1964), türkischer General und Politiker
- Ragip Ramaj (* 1953), albanischer Schriftsteller und Journalist
- Ragıp Zarakolu (* 1948), türkischer Verleger und Menschenrechtler